# Transversalsatsen

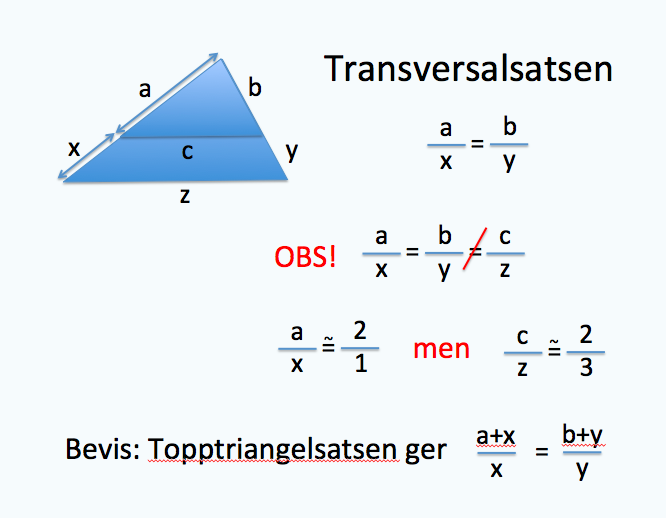
Transversalsatsen

Transversalsatsen är en grundläggande sats för trianglar. Den säger att givet en triangel A'B'C och en transversal AB som dragits parallell med en av triangelns sidor A'B' , så är
{\displaystyle {\frac {CB}{BB'}}={\frac {CA}{AA'}}.}
Satsens omvändning gäller också. Det betyder att om AB är en transversal i triangel A'B'C som uppfyller likheten ovan, så kommer transversalen AB och sidan A'B' att vara parallella.
Man kan notera att dels beror satsen på parallellaxiomet, dels bevisas satsen i Euklides Elementa genom att nyttja en uppsättning axiom för area. Likformighet införs alltså logiskt via axiomen för area, men även omvänd väg är möjlig. Area och likformighet är därför mycket nära sammankopplade.
Denna sats kan sägas ligga till grund för likformighetsgeometrin, topptriangelsatsen kan relativt enkelt härledas ur transversalsatsen. Det första (förhållandet mellan två sidpar och mellanliggande vinkel är lika) och det andra likformighetsfallet (förhållandet mellan tre sidpar är lika) kan härledas ur topptriangelsatsen. Det tredje likformighetsfallet (motsvarande vinklar är samma) är i princip transversalsatsen själv.